# Kaniegué
Kaniegué is een gemeente (commune) in de regio Ségou in Mali. De gemeente telt 7100 inwoners (2009).